# Bohayella nigriceps
Bohayella nigriceps är en stekelart som beskrevs av Sergey A. Belokobylskij 1993. Bohayella nigriceps ingår i släktet Bohayella och familjen bracksteklar. Inga underarter finns listade.